# 캐리 프레스턴
캐리 프레스턴(Carrie Preston, 1967년 6월 21일 ~ )은 미국의 배우이다.

## 출연 작품
- 데이지 윈터스 (2017)
- 앤 덴 아이 고 (2017)
- 웬 위 라이즈 (2017)
- 투 더 본 (2017)
- 에쿼티 (2016)
- 크라우디드 (2016)
- 해피쉬 (2015)
- 브루클린의 멋진 주말 (2014)
- 비니스 더 하비스트 스카이 (2013)
- 시로니아 (2011)
- 댓츠 왓 쉬 새드 (2011)
- 어 백 오브 해머스 (2010)
- 버지니아 (2010)
- 그날 오후 : 지는 해를 보기 싫었다 (2009)
- 더블 스파이 (2009)
- 레디? 오케이! (2008)
- 내 남자의 아내도 좋아 (2008)
- 다우트 (2008)
- 러브리 바이 서프라이즈 (2007)
- 가져선 안될 비밀 (2007)
- 29 그리고 게이 (2005)
- 트랜스아메리카 (2005)
- 스트레이트-자켓 (2004)
- 스텝포드 와이프 (2004)
- 베가 번스의 전설 (2000)
- 우먼 원티드 (1999)
- 귀네비어 (1999)
- 그레이스 앤 글로리 (1998)
- 머큐리 (1998)
- 더 저니 (1997)
- 노빌 앤 트루디 (1997)
- 리치 앤 푸어 (1997)
- 내 남자친구의 결혼식 (1997)

### 텔레비전
- 굿 와이프 1 (2009)
- 트루 블러드 (2008)
- 법과 질서 - 뉴욕 특수수사대 (2001)
- 트루 블러드 시즌5 (2012)